# Lucas Chiaretti
Lucas Chiaretti (nacido el 22 de septiembre de 1987) es un exfutbolista brasileño que se desempeñaba como delantero.

## Trayectoria

### Clubes
| Club             | País   | Año         |
| ---------------- | ------ | ----------- |
| Cruzeiro         | Brasil | 2006 - 2007 |
| Gamba Osaka      | Japón  | 2006        |
| Cabofriense      | Brasil | 2008 - 2009 |
| Resende          | Brasil | 2009        |
| Andria BAT       | Italia | 2009 - 2011 |
| Taranto          | Italia | 2011 - 2012 |
| Pescara          | Italia | 2012 - 2014 |
| Bragantino       | Brasil | 2015        |
| Cittadella       | Italia | 2015 - 2018 |
| Foggia           | Italia | 2018 - 2019 |
| Pordenone Calcio | Italia | 2019 - 2020 |